# COPIA
COPIA: The American Center for Wine, Food and the Arts é um museu e centro de cultura dedicado à contextualização de vinho, comida e artes na cultura norte-americana. É localizado no Vale de Napa, na cidade de Napa, na Califórnia.

## Pessoas importantes
- Robert Mondavi, fundador
- Margrit Mondavi, fundador